# Alexander Grant
Alexander Grant (23 septembre 1826 - 30 novembre 1884) est un baronnet écossais, propriétaire foncier et historien qui est directeur de l'Université d'Édimbourg de 1868 à 1884. Il a des liens étroits avec l'Inde, en particulier Bombay. 

## Biographie

### Jeunesse
Il est né à New York, le fils de Sir Robert Innes Grant, 9e baronnet de Dalvey, et son épouse, Judith Towers Battelle . Il commence ses études en Amérique et la famille est ensuite retournée en Grande-Bretagne. 
Il fait ses études à la Harrow School de 1839 à 1845, puis est allé au Balliol College, à Oxford où il obtient son baccalauréat en 1848 et sa maîtrise en 1852 . Il fait une étude spéciale de la philosophie aristotélicienne et, en 1857, publie une édition de The Ethics of Aristotle: Illustrated with Essays and Notes (4e éd.1885) qui est devenu un manuel standard à Oxford. En 1855, il est l'un des examinateurs de la fonction publique indienne et, en 1856, examinateur public des classiques à Oxford . 
Son père est devenu le 9e baronnet de Dalvey en 1854 à la mort de son frère, Alexander Grant (8e baronnet). À la mort de son père en 1856, Alexandre est devenu le 10e baronnet . 

### Inde
En 1859, il se rend à Madras avec sir Charles Trevelyan et est nommé inspecteur des écoles; l'année suivante, il déménage à Bombay, pour occuper le poste de professeur d'histoire et d'économie politique au Elphinstone College. De cela, il devient directeur en 1862; et, un an plus tard, vice-chancelier de l'université de Bombay, poste qu'il occupe de 1863 à 1865 et de nouveau de 1865 à 1868. En 1865, il est nommé directeur de l'instruction publique de Bombay. En 1866, il est vice-chancelier de l'université de Bombay. En 1868, il est nommé membre du Conseil législatif de Bombay.

### Édimbourg
En 1868, à la mort de Sir David Brewster, il est nommé directeur de l'Université d'Édimbourg. De cette époque jusqu'à sa mort, une grande partie de son énergies est consacrée au bien-être de l'Université. L'institution de la nouvelle faculté de médecine de l'Université (à Teviot Place) est presque uniquement due à son initiative; et le tricentenaire, célébré en 1884, est le résultat de son enthousiasme. Cette année-là, il publie L'histoire de l'Université d'Édimbourg au cours de ses trois cents premières années . 
En 1869, il est élu membre de la Royal Society of Edinburgh, son parrain étant Sir Robert Christison. Il est deux fois vice-président de la Société: 1870 à 1874 et 1876 à 1881 . 
À partir de 1872 (conformément à la Scottish Education Act de cette année), il est membre du Board of Education, supervisant un vaste programme de construction d'écoles à travers l'Écosse. Il siège au conseil jusqu'en 1878, date à laquelle la période de construction touche à sa fin . 
Il est décédé à son adresse à Édimbourg, 21 Lansdowne Crescent, à l'extrémité ouest de la ville . 
Il est enterré au cimetière Dean de l'ouest d'Édimbourg .

## Famille
En 1859, il épouse Susan Ferrier, fille de James Frederick Ferrier. Ils ont huit enfants. Leurs deux premiers fils sont morts en bas âge. Les six enfants restants sont: 
- Sir Ludovic James Grant, 11e baronnet (1862-1936)
- Julia Mary Grant (1864-1952)
- Sylvia Grant (1867-1935)
- Dr Percy Frere Grant (1869-1909)
- Sir Hamilton Grant (en), 12e baronnet (1872-1937)
- Susan Ferrier Grant (1873-1968)

Passionné de golf, Grant est un habitué du club de golf Elie et a été caddié par un jeune Archie Simpson pendant de nombreuses années . 
À l'Université d'Édimbourg, deux bâtiments portant son nom: Grant House à Pollock Halls of Residence et le Grant Institute (Geology). 